# Abdón Rodríguez Santos
Abdón Rodríguez Santos (Orense; ¿? - siglo XX) fue un periodista y escritor español. 

## Trayectoria

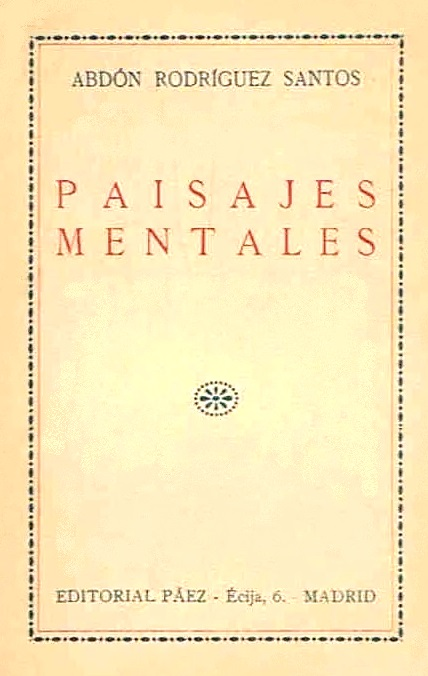
Paisajes mentales, 1928.

Cursó la carrera eclesiástica que más tarde abandonaría. Emigró a Cuba y se dedicó al comercio, la enseñanza y el periodismo. Fue amigo e íntimo colaborador de Roberto Blanco Torres, con el que viajó a Marruecos en 1929. Colaboró en Labor Gallega, Suevia, Galicia Gráfica, La Patria Gallega, La Alborada, La Tierra Gallega, Eco de Galicia y Alma Gallega. A principios de los años treinta se instaló en Madrid. Militó en el Partido Republicano Federal.
Era hermano de Luis Rodríguez Santos.

## Obras
- Amor y Feminismo - Conferencia, 1916.
- Paisajes mentales, 2 tomos, 1928 y 1932.
- El hombre de la calle, 1934.

## Vida personal
Se casó con Marina López Rosabal, que falleció en Madrid el 6 de septiembre de 1979, con la que tuvo tres hijos: Abdón, Raquel y Luis Manuel Rodríguez López.